# Embotits de Sallent (ninots)
Els Embotits són uns ninots llegendaris a la vila de Sallent. Reben aquest nom perquè es fan amb vestits omplerts o embotits de palla, cap de roba i careta de cartró. Ningú sap del cert quan van néixer els Embotits, el que sí que se sap és que nasqueren amb la festa de les enramades fa molts anys.

## Història

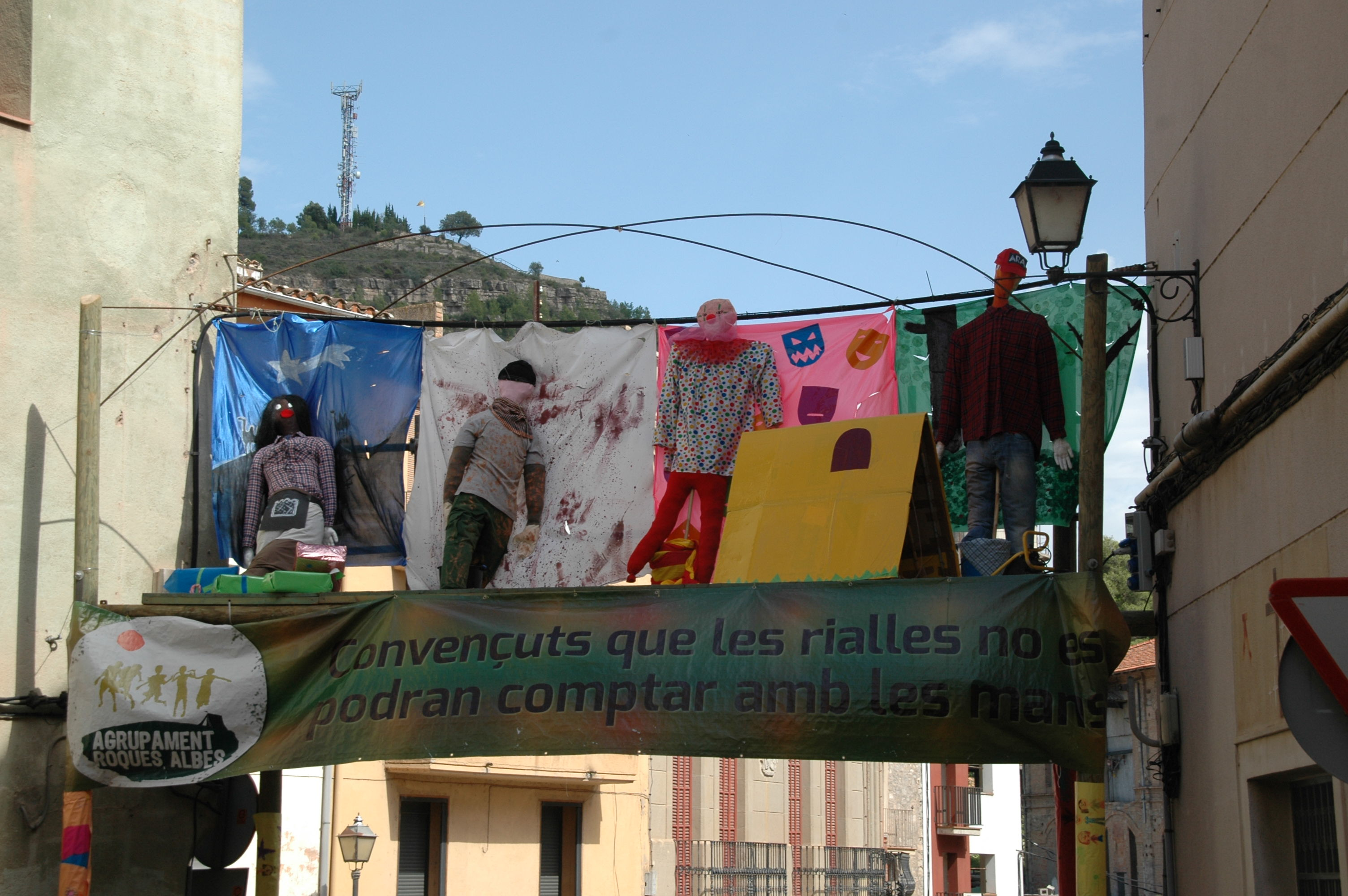
Els Embotits són uns ninots llegendaris a la vila de Sallent.

Diu la tradició que una bandositat o força armada va intentar entrar al poble de Sallent i els seus habitants per tal de defensar-se van simular un gran nombre de defensors embotint sacs amb palla com si fossin ninots, armats amb forquetes, dalles i eines del camp. Van col·locar els Embotits sobre les muralles de la vila i al portal de Sant bernat, que era una entrada principal al poble. Feia tanta impressió que van aconseguir enganyar l'enemic de tal manera que va decidir passar de llarg. Així doncs, els Embotits van salvar Sallent.
Aleshores, els empresaris de les fàbriques tèxtils que hi havia a la vila, van trobar apropiat donar festa durant mitja jornada de treball, el dilluns a la tarda de Corpus, que coincidia amb les enramades de Sallent, amb la condició que havien de continuar posant els Embotits al carrer Sant Bernat. Dilluns a la tarda a la plaça Sant Bernat i sota els Embotits se celebraven les balladetes, dansa d'origen popular que ballen parelles de nens i nenes agafats dels dits i acompanyats del so dels grallers de Sallent.
En commemoració a la festa de les enramades de Sallent, l'agrupament Roques Albes de Sallent, coneguts com l'esplai el Cau, cada any per Corpus presenta els Embotits vestits i emperrucats de diferent manera (cortesans de segles passats, nuvis, típics catalans, andalusos, tirolesos, etc.). Actualment, però, els Embotits són uns maniquins que es col·loquen dalt d'un simulat portal fet de fusta que representa el portal emmurallat que hi havia al carrer Sant Bernat. L'any 2009, la Coral Nova Harmonia de Sallent va crear un espectacle audiovisual i musical en directe titulat El Retaule dels Embotits, representant els fets llegendaris dels Embotits.
Encara ara, se segueixen ballant les balladetes dilluns a la tarda a la plaça Sant Bernat, sota els Embotits, acompanyats dels gegantons i els grallers de Sallent que van crear una coreografia donant un ordre a la dansa. Els nens i nenes, en acabar la dansa se’ls obsequia amb una ensaïmada.